# Leo Marian Vodička
Leo Marian Vodička (* 8. dubna 1950 Brno) je český operní pěvec – tenorista, vystupující na operních scénách a koncertních pódiích v Česku i zahraničí.

## Život
V letech 1968–1978 vystudoval zpěv na Janáčkově akademii múzických umění v Brně ve třídě Josefa Války. Svoji operní karieru zahájil v Českých Budějovicích (1970–1972), kde nastudoval Prince – Rusalka, Alfreda – Traviata a SouChonga – Země úsměvů. Následovalo angažmá v Divadle O. Stibora v Olomouci (1972–1979), kde nastudoval základní role českého i světového repertáru (Dalibor, Jeník – Prodaná nevěsta, Lukáš – Hubička, Laca – Jenůfa, Boris – Káťa Kabanová, Heřman – Piková dáma, vévoda mantovský – Rigoletto, Radames – Aida a další).
Po krátkém působení v Janáčkově opeře Brno, kde účinkoval především jako Walther Stolzing – Mistři pěvci norimberští či v titulních rolích Dalibor a Dimitrij, jej v roce 1980 angažoval Zdeněk Košler do opery Národního divadla Praha. Zde však již dříve, od roku 1973, působil jako stálý host. Během svého pětiletého angažmá v Národním divadle se představil zejména jako Dalibor, ale rovněž jako Lukáš – Hubička, Princ – Rusalka, Rinaldo – Armida, Dimitrij, Rodolfo – La bohème, Pinkerton – Madama Butterfly, Cavaradossi – Tosca, Manrico – Il Trovatore, Canio – Pagliacci, Turiddu – Cavalleria Rusticana, Otello a v mnohých dalších rolích.
V roce 1991 opustil trvalé angažmá a od té doby působí doma i v zahraničí výhradně pohostinsky. Od roku 1997 působí též jako pěvecký pedagog.

## Pěvecká kariéra
Doménou pěvce je především operní tvorba Verdiho, Pucciniho a Janáčka, jejichž díla dávají jeho temně zabarvenému hlasu nejlépe vyniknout v celé jeho výrazové škále od belcantového lyrismu rolí typu Rodolfo v La bohème po dramatickou výbušnost, vrcholící ve Verdiho Otellovi.
Hostoval i na dalších operních scénách v Československu a posléze Česku (Ostrava, Bratislava, Plzeň, Opava) a připsal si i četná zahraniční angažmá. Významné je jeho působení ve Státní opeře ve Vídni (1990–1992), kde ztvárnil roli Prince ve Dvořákově Rusalce, a v Curychu (1991–1995), kde ztvárnil role Prince – Rusalka a Borise – Káťa Kabanová. Dále hostoval i v mnoha dalších světových metropolích (namátkou Řím, Londýn, Glasgow, Sevilla, Edinburgh, Tokio, Tchaj-pej, Sydney, Berlín, Paříž, Göteborg, Sofia, Budapešť, Moskva aj.) v hlavních rolích převážně slovanského repertoiru (Lukáš, Jeník, Dalibor, Princ, Dimitrij, Laca, Boris, pan Brouček, Živný a další), ale i světového repertoáru (Rodolfo, Cavaradossi, Canio, Manrico, Radames, Heřman, don Alvaro, Otello, don José, Eleazar).
Má na svém kontě diskografii především kompletů českých oper a oratorií, jmenovitě např. titulní roli Dalibora (Supraphon, BBC–Londýn, BBC–Glasgow), Glagolskou mši (Supraphon, BBC), Amara, Zápisník zmizelého (Panton, BBC–Londýn, NBC–Sydney, Editio Radio Classic–Paříž), Věčné evangelium a další.

### Film a televize
Objevil se ve dvou filmech: Lev s bílou hřívou (1986) a Válka barev (1995), ve dvou filmových záznamech divadelních představení: Dalibor (1985) a Libuše (1983) a v televizních inscenacích oper a operet: J. Strauss ml.: Netopýr (1981), F. Lehár: Giuditta (1982), J. Massenet: Manon (1984), B. Smetana: Dalibor (1985, 1987), F. Lehár: Hrabě Luxemburg (1985).

## Ocenění
Dne 11. září 2004 jej Nadace Leoše Janáčka dekorovala Pamětní medailí Leoše Janáčka za interpretaci a šíření jeho díla v zahraničí.